# Clinteria laotica
Clinteria laotica är en skalbaggsart som beskrevs av Krajcik och Jakl 2007. Clinteria laotica ingår i släktet Clinteria och familjen Cetoniidae. Inga underarter finns listade i Catalogue of Life.